# 前岗乡
前岗乡，是中华人民共和国吉林省长春市农安县下辖的一个乡镇级行政单位。

## 行政区划
前岗乡下辖以下地区：
前岗村、兴河村、新开村、永德村、义合村、耿家村、腰道村、新立村、三合村、于家村、三间村、鲍家村、太平村、小桥村、烧锅村、双马村、孟胡村、双庙村、孙家村、王家村、苇塘村、段家村和库塘村。